# 사이타마 스타디움 2002
사이타마 스타디움 2002(일본어: 埼玉スタジアム2002 사이타마 스타지아무 니마루마루니[*])는 일본 사이타마현 사이타마시 미도리구에 위치해 있는 축구 전용 경기장으로, 63,700명을 수용할 수 있다. 2001년에 개장했으며 2002년 FIFA 월드컵 대회가 열린 경기장이다. 우라와 레드 다이아몬즈와 일본 축구 국가대표팀의 홈구장으로 사용되고 있다.

## 갤러리

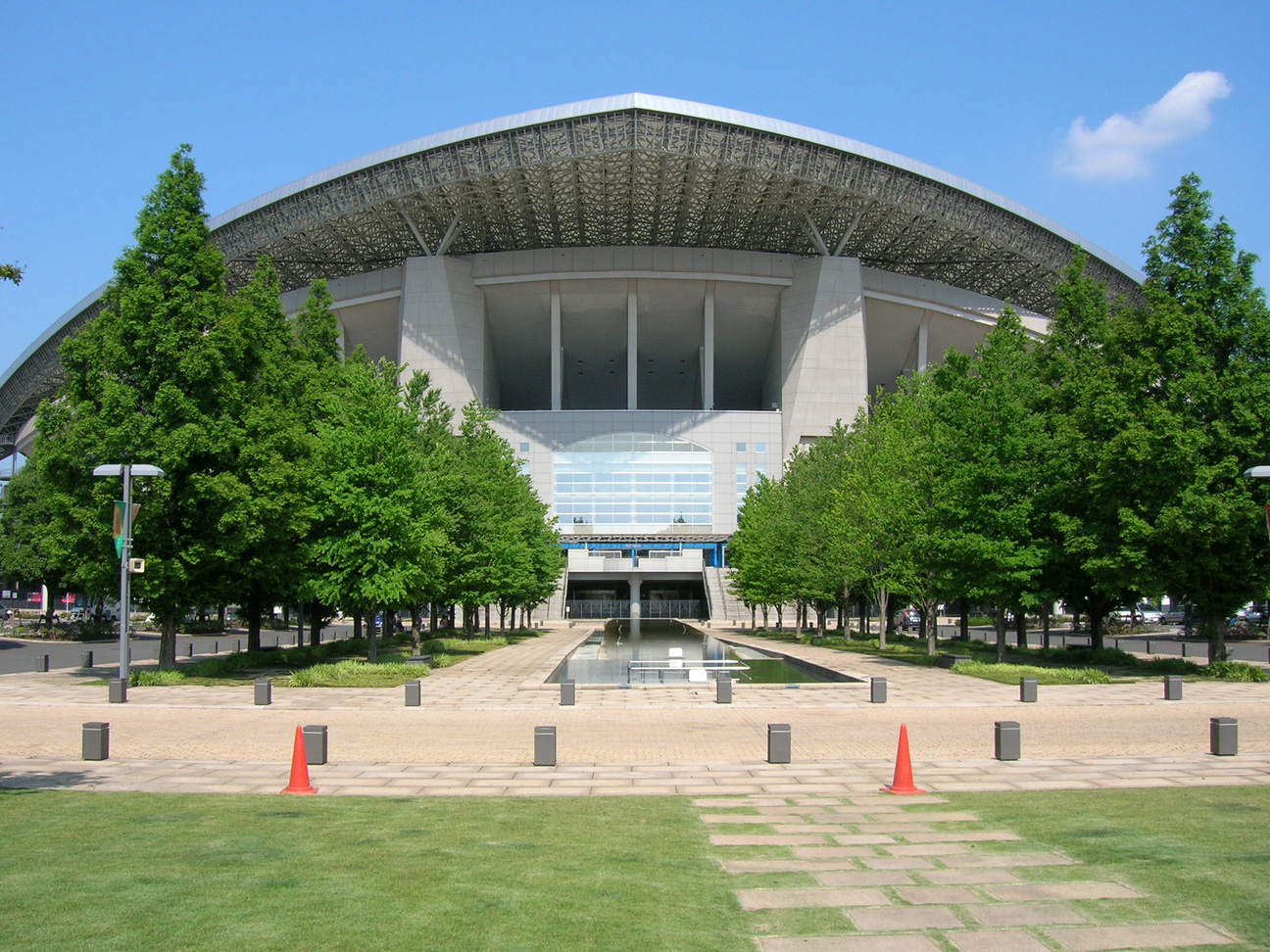
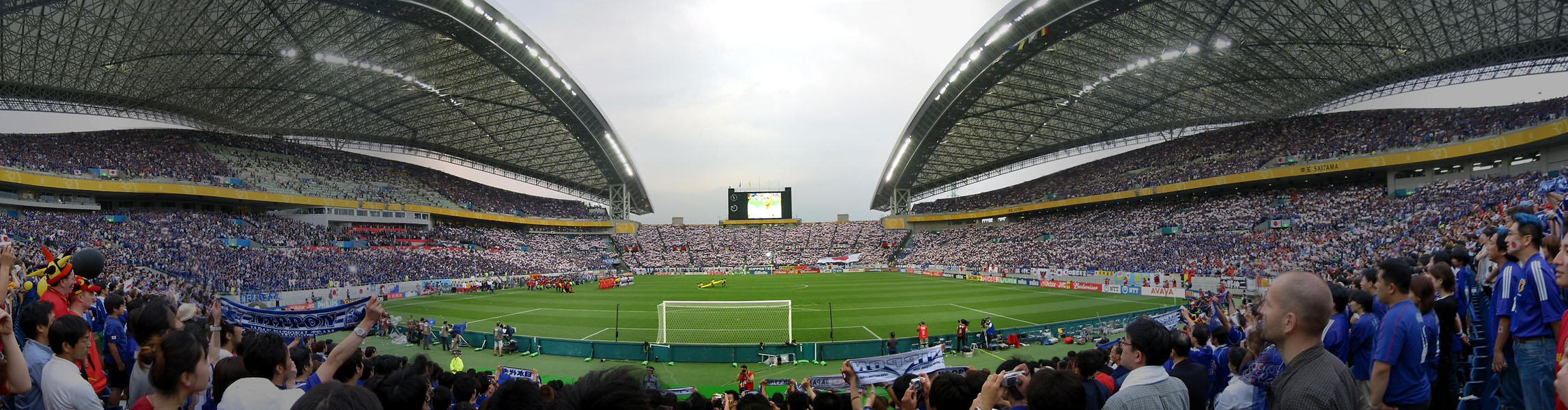
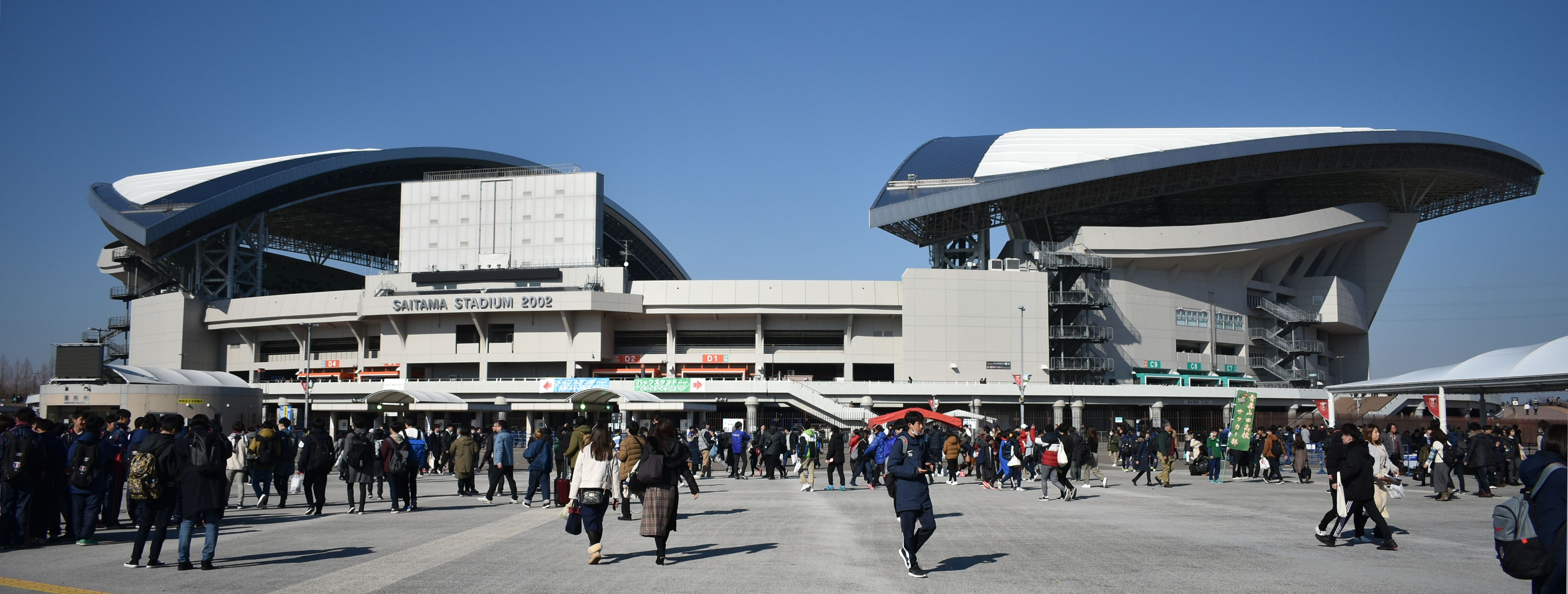
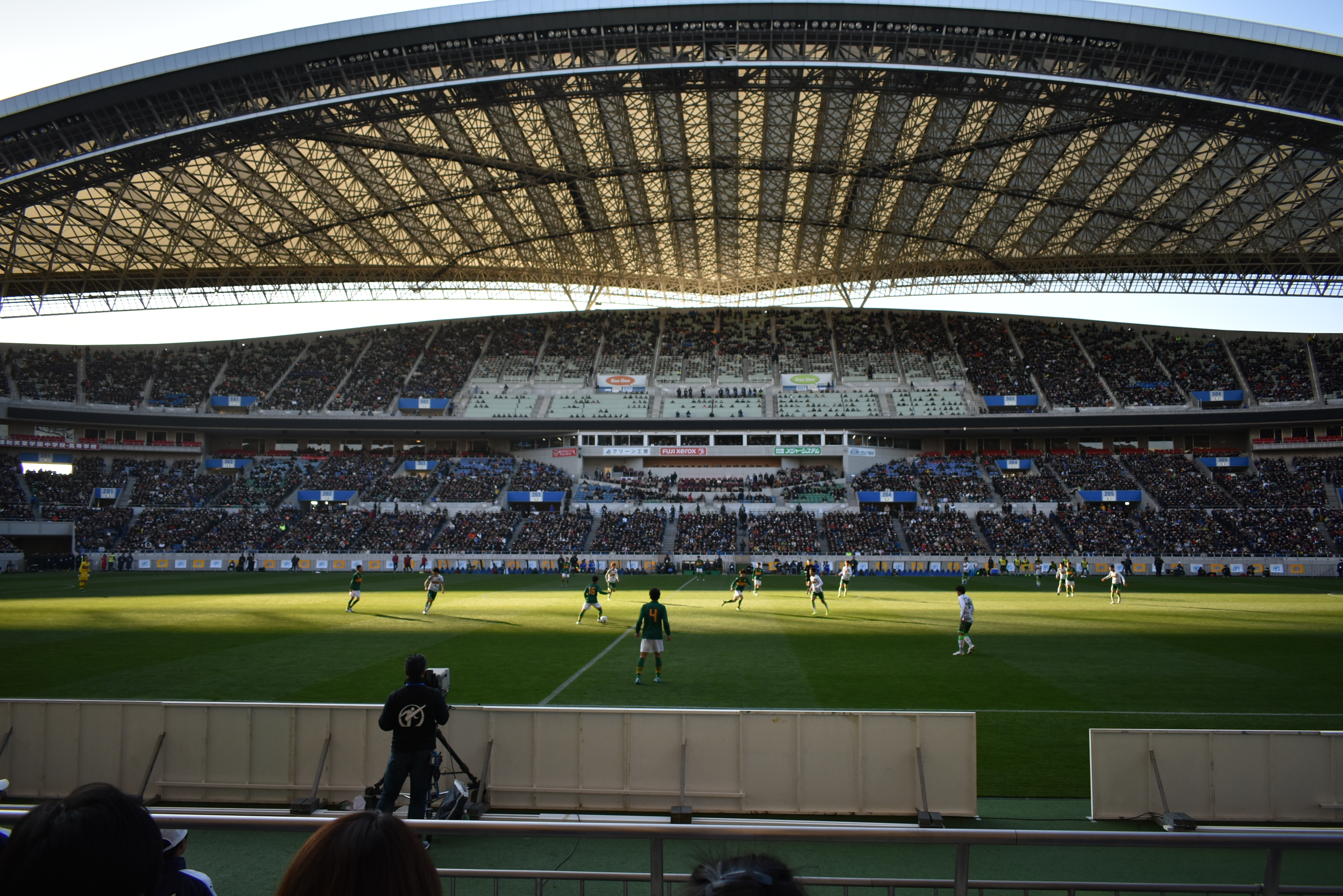
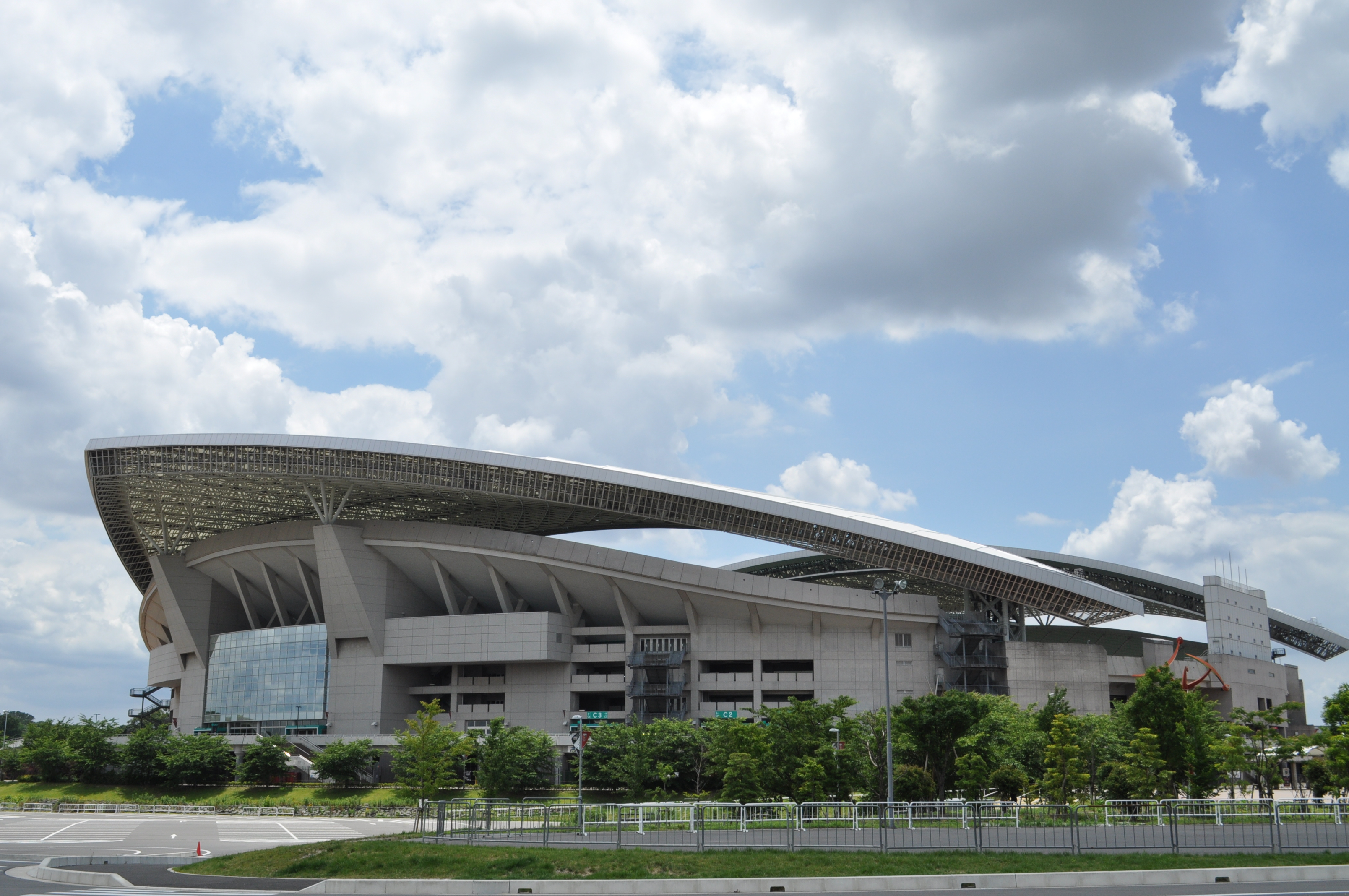
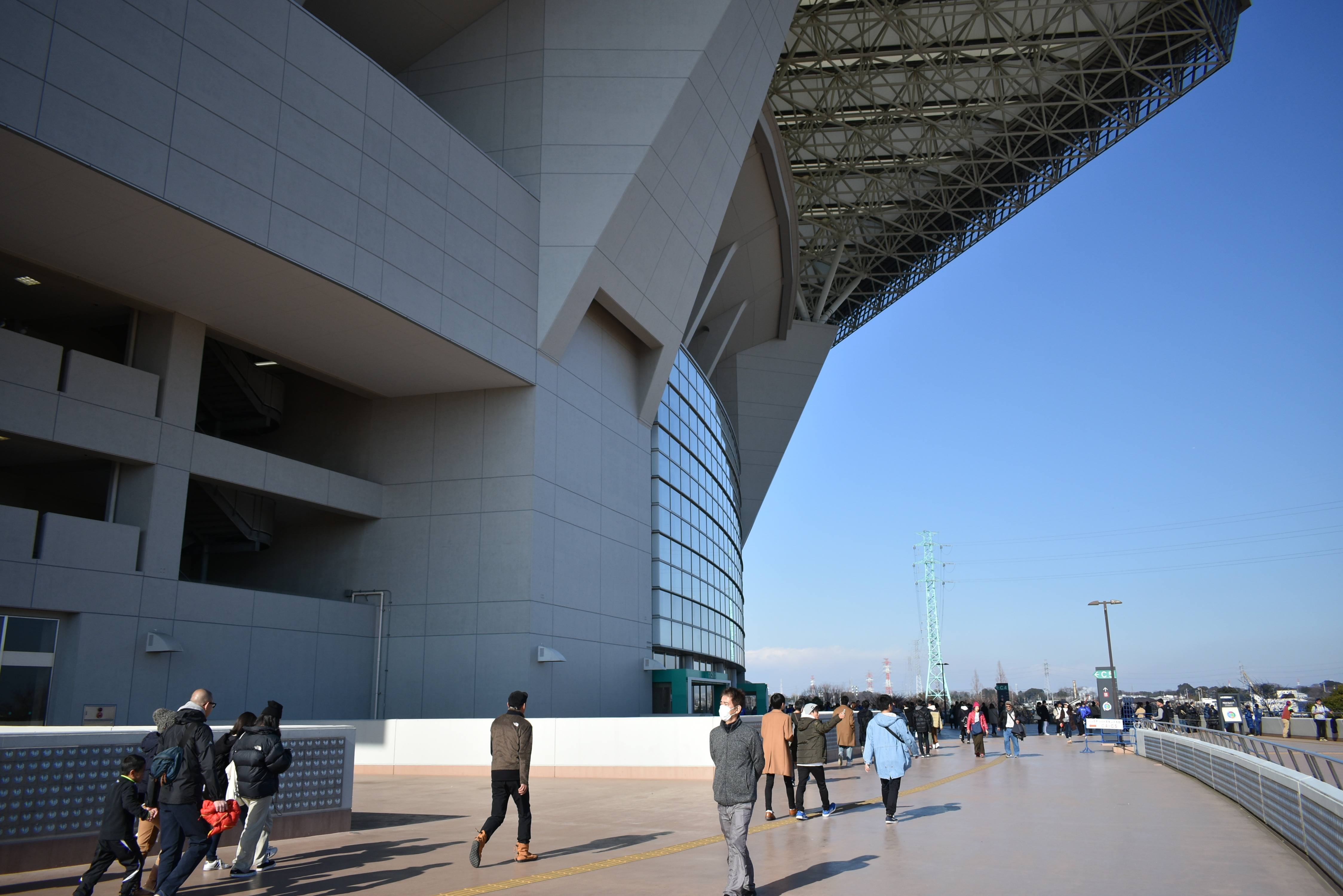
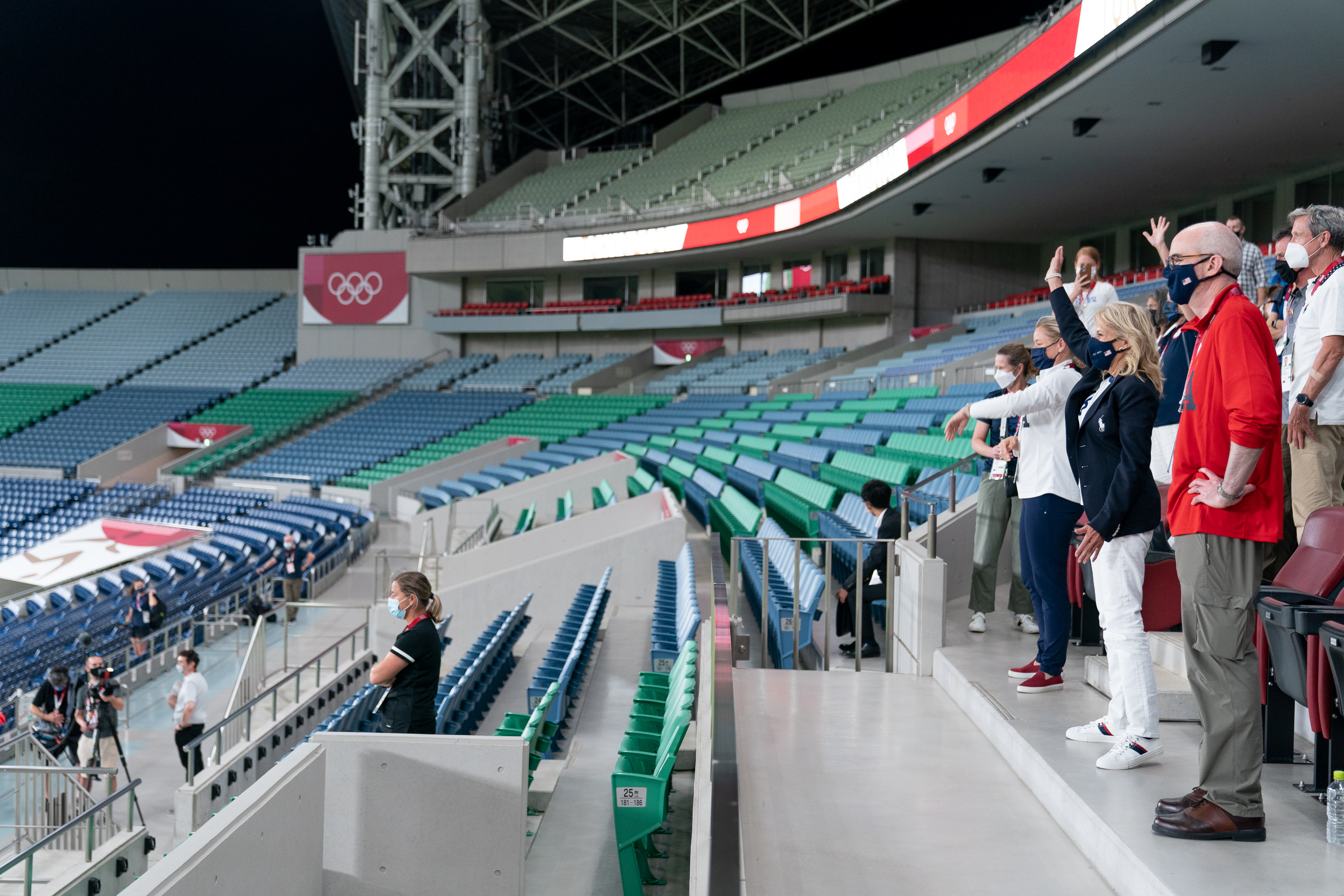
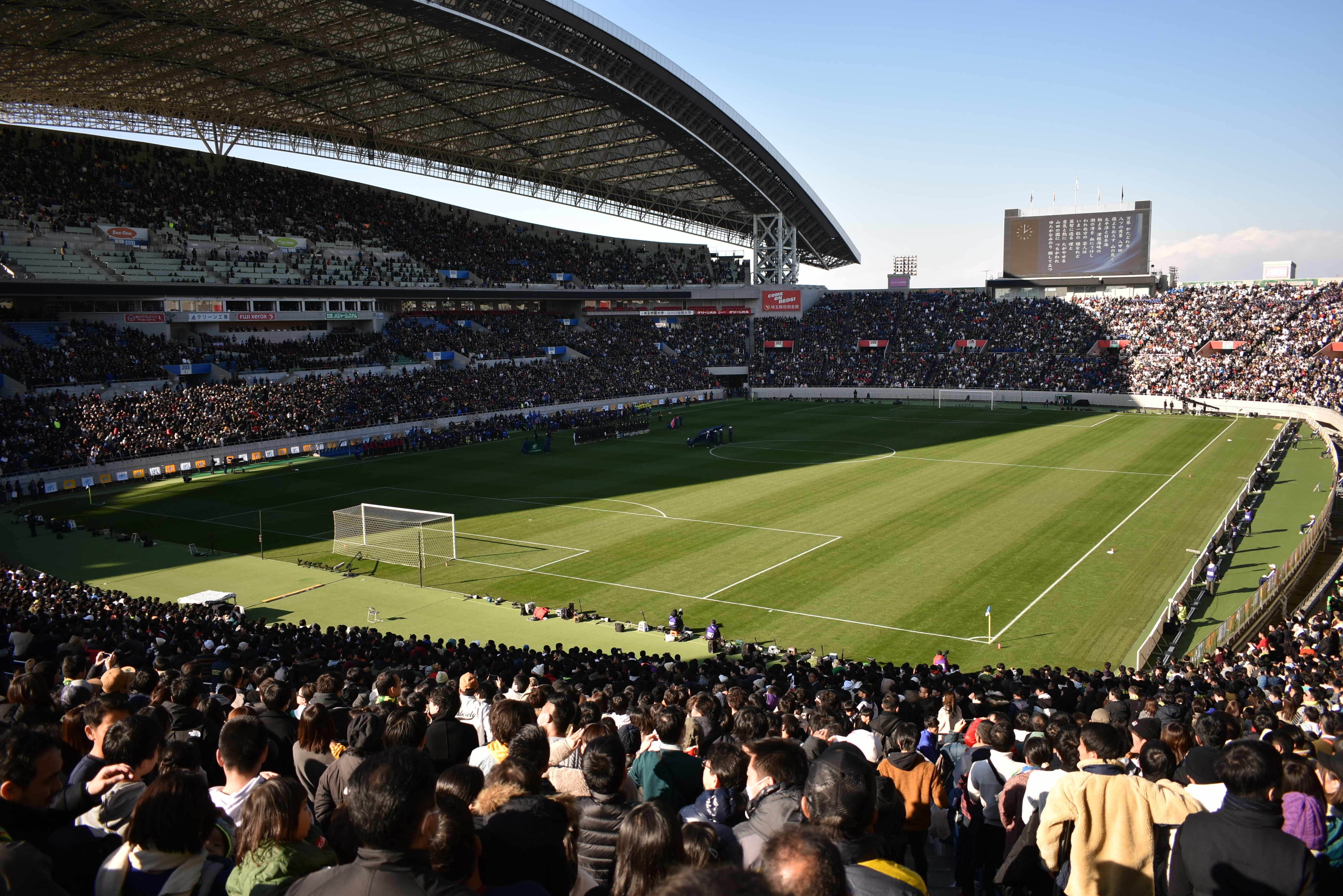
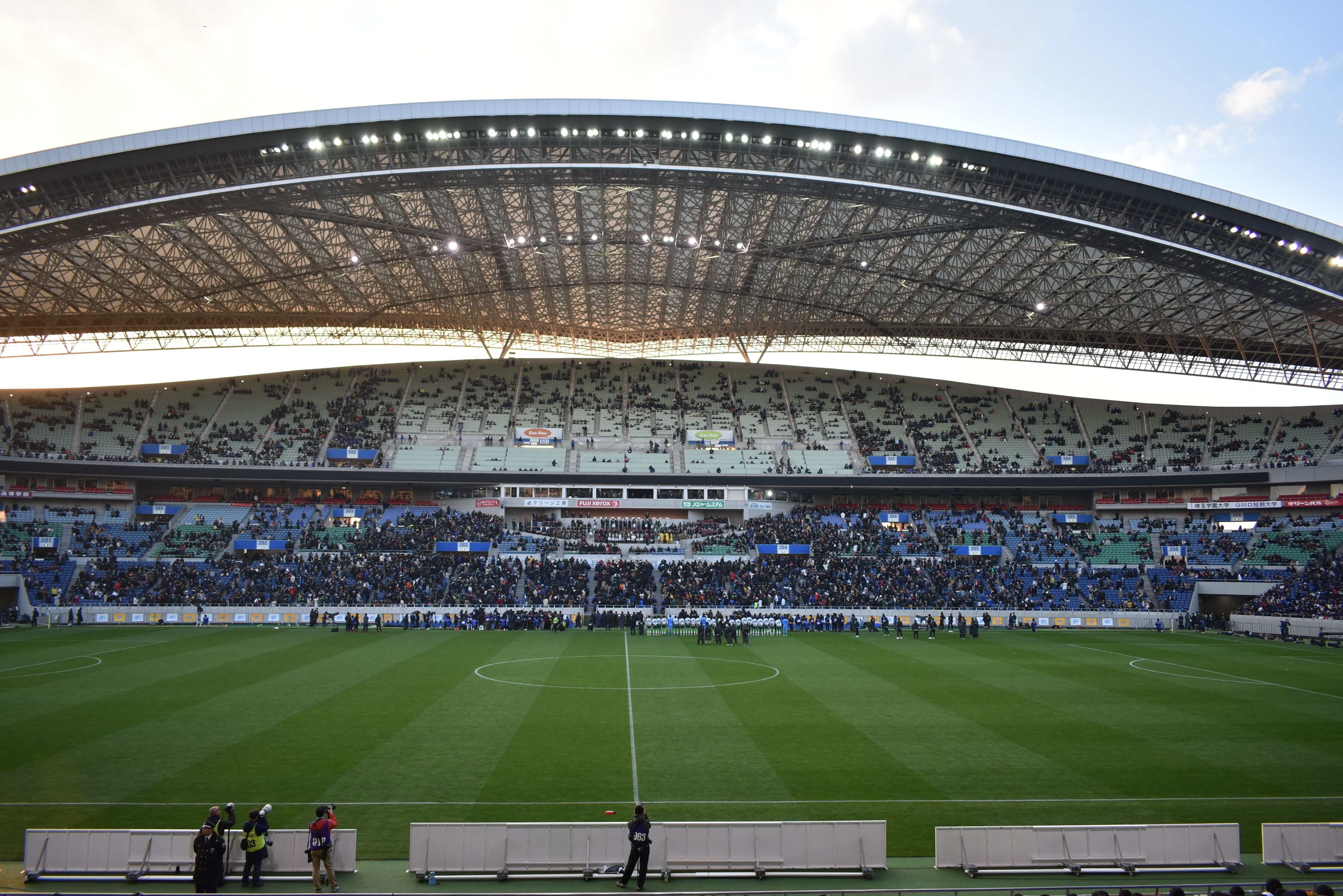

## 기록

### 2002년 FIFA 월드컵
| 날짜            | 팀 1     | 스코어 | 팀 2           | 라운드    |
| --------------- | -------- | ------ | -------------- | --------- |
| 2002년 6월 2일  | 잉글랜드 | 1 - 1  | 스웨덴         | F조 1차전 |
| 2002년 6월 4일  | 일본     | 2 - 2  | 벨기에         | H조 1차전 |
| 2002년 6월 6일  | 카메룬   | 1 - 0  | 사우디아라비아 | E조 2차전 |
| 2002년 6월 26일 | 브라질   | 1 - 0  | 튀르키예       | 4강 2경기 |

### 사이타마 시티컵
| 날짜            | 팀 1        | 스코어 | 팀 2                | 라운드 |
| --------------- | ----------- | ------ | ------------------- | ------ |
| 2003년 6월 4일  | 우라와 레즈 | 2 - 2  | 페예노르트          | 2003년 |
| 2004년 7월 27일 | 우라와 레즈 | 1 - 0  | 인테르밀란          | 2004년 |
| 2005년 6월 15일 | 우라와 레즈 | 0 - 3  | FC 바르셀로나       | 2005년 |
| 2006년 7월 31일 | 우라와 레즈 | 1 - 0  | 바이에른 뮌헨       | 2006년 |
| 2007년 7월 17일 | 우라와 레즈 | 2 - 2  | 맨체스터 유나이티드 | 2007년 |
| 2008년 7월 31일 | 우라와 레즈 | 2 - 4  | 바이에른 뮌헨       | 2008년 |
| 2013년 7월 26일 | 우라와 레즈 | 1 - 2  | 아스널 FC           | 2008년 |

### 한일대학교 정기전
| 날짜            | 팀 1 | 스코어 | 팀 2     | 라운드 |
| --------------- | ---- | ------ | -------- | ------ |
| 2006년 3월 26일 | 일본 | 4 - 2  | 대한민국 |        |

### 2020년 하계 올림픽 축구 남자
| 날짜            | 팀 1           | 스코어 | 팀 2              | 라운드 |
| --------------- | -------------- | ------ | ----------------- | ------ |
| 2021년 7월 25일 | 프랑스         | 4 - 3  | 남아프리카 공화국 | A조    |
| 2021년 7월 25일 | 일본           | 2 - 1  | 멕시코            | A조    |
| 2021년 7월 28일 | 스페인         | 1 - 1  | 아르헨티나        | C조    |
| 2021년 7월 28일 | 사우디아라비아 | 1 - 3  | 브라질            | D조    |
| 2021년 7월 31일 | 브라질         | 1 - 0  | 이집트            | 8강    |
| 2021년 8월 3일  | 일본           | 0 - 1  | 스페인            | 준결승 |
| 2021년 8월 6일  | 멕시코         | 3 - 1  | 일본              | 준결승 |